# 15716 Нарахара
15716 Нарахара (15716 Narahara) — астероїд головного поясу, відкритий 29 листопада 1989 року.
Тіссеранів параметр щодо Юпітера — 3,259.
Названо на честь Нарахара (яп. ならはら(奈良原) нарахара)